# Serhiy Touloub
Serhiy Touloub (en ukrainien : Сергій Борисович Тулуб ; né le 13 août 1953 à Donetsk) est un homme politique ukrainien et ministre de l'énergie (1999-2000, 2004-2005) et des mines de charbon (1998-1999, 2006-2007).
Il est Héros d'Ukraine depuis l'Oukaz présidentiel de 2004

## Parcours politique
Il était ministre de l'industrie charbonnière en 1998 et 1999 u gouvernement Poustovoïtenko, puis en 2006 et 2007, ministre du carburant et de l'énergie en 1999 et 2000 puis en 2004 et 2005, du Gouvernement Ianoukovytch II. Député de la cinquième puis de la sixième rada d'Ukraine.